# 授権資本制度
授権資本制度（じゅけんしほんせいど）とは、株式会社において、定款に定める株式数（授権株式数・発行可能株式総数）の範囲内であれば、取締役会の判断でいつでも新株発行をすることができる制度をいう。(授権株式制度とも言う。)
日本やアメリカ合衆国の各州法で採用されている。

## 概要
日本においては、会社法37条1項、199条1項、2項、201条1項が授権資本制度を採用しているが、会社の設立に際して発行する株式の総数は、公開会社でない会社を除いて、授権株式数の4分の1以上でなければならない（会社法37条3項）という規制がある。
ただし、公開会社でない会社においては、新株発行事項の決定について、株主総会の特別決議によらなければならない（会社法199条2項、309条2項5号）。
授権資本制度は、既存株主や会社債権者を保護しつつ、経営上の判断により迅速な資金調達を可能にすることを目的とする。また、株主に対する配当として新株を発行するのにも利用される。